# Lebén
Lebén o Lebena (en griego, Λεβήν, Λεβήνα) es el nombre de una antigua ciudad griega de Creta. Sus restos se encuentran en las proximidades de la población actual de Lendas.